# Caradrina turbulenta
Caradrina turbulenta är en fjärilsart som beskrevs av W. Warren 1912. Caradrina turbulenta ingår i släktet Caradrina och familjen nattflyn. Inga underarter finns listade i Catalogue of Life.